# 利姆納
49°15′5″N 22°48′57″E / 49.25139°N 22.81583°E
利姆納（烏克蘭語：Лімна），是烏克蘭西部的村莊，隸屬利維夫州的桑比爾區。該村處於德涅斯特河畔，距離圖爾卡21公里，始建於1519年，面積1.6平方公里，海拔高度505米，2008年人口1,195。